# Lupita Lara
Guadalupe Lara Ochoa (Ciudad de México, 6 de diciembre de 1950), conocida como Lupita Lara, es una actriz mexicana. Es recordada por haber interpretado al personaje de Guadalupe «Lupita» Ramírez, en la serie Mi secretaria (1978), que además la convirtió en la primera mujer protagonista de un programa unitario.

## Biografía y carrera
Nació en la Ciudad de México. Empezó su carrera como actriz a muy temprana edad, a los 5 años debutó en la obra infantil La Jota. Por aquella época también hizo su debut en televisión, participando en los programas Bombonsico, Biberolandia y Yo fui testigo. En telenovelas debutó en 1963 en El secreto junto a Magda Guzmán y José Gálvez. Uno de sus personajes más famosos y recordados ha sido Lupita, la simpática y soñadora protagonista de Mi secretaria, la exitosa comedia protagonizada también por Pompín Iglesias, César Bono, Zoila Quiñones, Maribel Fernández y Judy Ponte en 1978. La serie tuvo tanto éxito que se extendió hasta 1986. [cita requerida] Paralelamente sigue trabajando en telenovelas, en su carrera cuenta con destacadas participaciones en Cruz de amor, Barata de primavera, La fiera, Amor de nadie, De frente al sol, Carita de ángel, El noveno mandamiento, La otra y Amar sin límites, entre muchas otras.

## Filmografía

### Cine
- Infamia (1991)
- Oficio de tinieblas (1981)
- La mafia amarilla (1975)
- Canción de Navidad (1974) .... Estela
- Morirás con el sol (motociclistas suicidas) (1973) .... Mili
- El quelite (1970) .... Hermana de Lucha

### Televisión
- El galán: La TV cambió, él no (2022, capítulo 7; «Es hora de decirme lo que sientes») ... Coco[1]
- Los ricos también lloran (2022) .... Trinidad «Nana Trini»[2]
- Esta historia me suena (2021-2022) .... Dos episodios[3]
- Un día para vivir (2021) .... Elsa
- Muy padres (2017-2018) .... Miriam Palacios Fernández
- Mujeres de negro (2016) .... Tania Zaldívar
- Como dice el dicho (2014-2019)
- Mi corazón es tuyo (2014-2015) .... Rubí
- La gata (2014) .... Eugenia Castañeda vda. de Elizalde
- Por siempre mi amor (2013-2014) .... Gisela
- Un refugio para el amor (2012) .... Chuy
- Amorcito corazón (2011-2012)
- Hermanos y detectives (2009) .... Esther
- La rosa de Guadalupe (2008) .... "Varios personajes" / Adela (episodio "Tacos de canasta")
- Amar sin límites (2006-2007) .... Madre María
- Mundo de fieras (2006-2007) .... Simona
- Alborada (2005-2006) .... Rosario
- Mujer de madera (2004-2005) .... Lucía Ruiz
- Bajo la misma piel (2003-2004) .... Rebeca de Barraza
- Tu historia de amor (2003) .... Chole
- ¡Vivan los niños! (2002-2003) .... Cayetana Rubio
- La otra (2002) .... Matilde Portugal
- El noveno mandamiento (2001) .... Elena Villanueva
- Carita de ángel (2000-2001) .... Magdalena
- Soñadoras (1998-1999) .... Viviana
- ¿Qué nos pasa? (1998)
- Mujer, casos de la vida real (1997 - 2006)
- La paloma (1995) .... Toña
- Más allá del puente (1993-1994) .... Úrsula
- De frente al sol (1992) .... Úrsula
- Amor de nadie (1990-1991) .... Amalia
- La fiera (1983-1984) .... Elena Martínez Bustamante #1
- Al salir el sol (1980) .... Beatriz
- Mi secretaria (1978 - 1986) .... Lupita
- Donde termina el camino (1978)
- Rina (1977) .... Margarita
- Los bandidos de Río Frío (1976) .... Amparo
- Barata de primavera (1975-1976) .... Gabriela Cortés
- Los que ayudan a Dios (1973-1974) .... Millie
- Mi rival (1973)... Elenita
- Nosotros los pobres (1973)
- Cristo negro (1971) .... Carmen
- Yesenia (1970-1971) .... Orlenda
- El mariachi (1970) .... Nancy Allen
- Cadenas de angustia (1969)
- Rosario (1969) .... María Eugenia Sánchez
- Una plegaria en el camino (1969)
- Cruz de amor (1968) .... Marisol Aguirre/Claudia
- Fallaste corazón (1968) .... Leticia
- Juventud divino tesoro (1968)
- Amor sublime (1967-1968)
- Obsesión (1967)
- Rocambole (1967)
- El cuarto mandamiento (1967)
- No quiero lágrimas (1967)
- Marina Lavalle (1965)
- El secreto (1963) .... Mirle